# Корниловское выступление
Корни́ловское выступле́ние (в советской историографии — Корниловский мятеж, Корниловщина) — неудавшееся вооружённое выступление в августе (сентябре) 1917 года, предпринятое Верховным главнокомандующим Русской Армии генералом Корниловым с целью установления в революционной России «твёрдой власти», введения «военной диктатуры» и устранения с помощью кадрового офицерства угрозы правления левых радикалов (большевиков, левоэсеров, анархистов и т. п.).

Корниловское выступление.

Выступление произошло на фоне острого общественно-политического кризиса в России и падения авторитета Временного правительства. В этих условиях Корнилов потребовал отставки правительства и предоставления ему чрезвычайных полномочий, выдвинув программу «спасения Родины» (милитаризация страны, ликвидация революционно-демократических организаций, введение смертной казни и т. д.), которая была в основном поддержана министром-председателем Временного правительства Александром Фёдоровичем Керенским, но её осуществление было признано «несвоевременным».

## Предыстория событий
Уже в апреле 1917 года среди недовольных новым порядком офицеров приобрела популярность идея установления военной диктатуры; образовалось множество военных организаций. Устремления военных поддерживали и некоторые гражданские организации, в том числе Общество экономического возрождения России во главе с Александром Ивановичем Гучковым и Алексеем Ивановичем Путиловым и Республиканский центр, создавший даже собственный военный отдел для координации действий различных офицерских организаций. На пост военного диктатора весной и летом выдвигались разные кандидатуры, в том числе Михаил Васильевич Алексеев, Алексей Алексеевич Брусилов и Александр Васильевич Колчак.

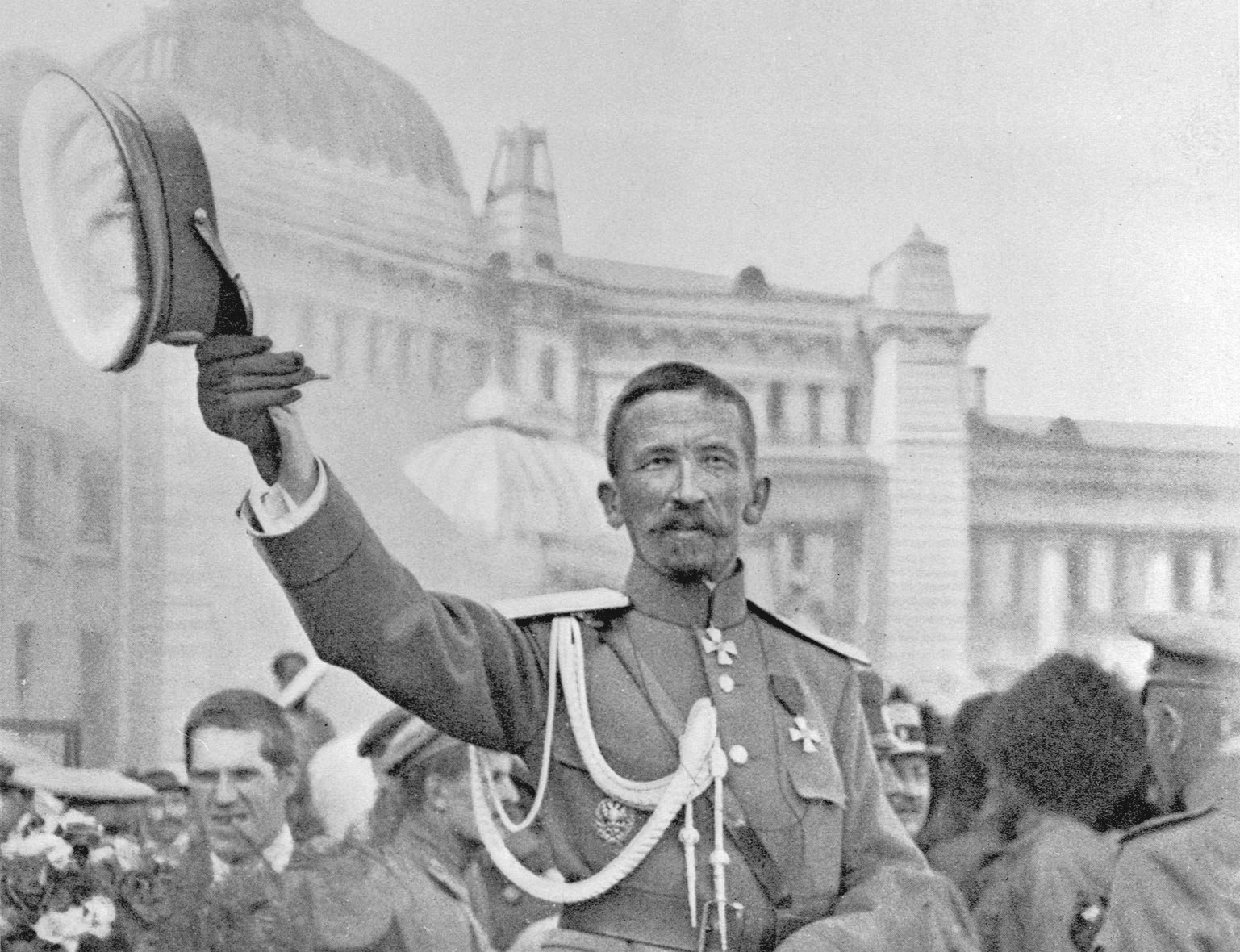
Генерал Корнилов

Летом 1917 года обстановка в Петрограде была неспокойной. Первый Всероссийский съезд Советов рабочих и солдатских депутатов 3—24 июня (16 июня — 7 июля), на котором преобладали эсеры и меньшевики, поддержал Временное правительство и отклонил требование большевиков о прекращении войны и передаче власти Советам. Уже вскоре, однако, в Петрограде состоялись антиправительственные выступления, вызванные военным поражением на фронте. Волнения, начавшиеся со стихийных выступлений солдат 1-го пулемётного полка, рабочих петроградских заводов, кронштадтских матросов под лозунгами немедленной отставки Временного правительства, передачи власти Советам и переговоров с Германией о заключении мира, возглавили большевики, объединившие недовольных под своими лозунгами. 4 (17) июля Временное правительство было вынуждено ввести в городе военное положение.
К середине лета среди множества военных организаций наиболее влиятельными были Военная лига, Союз георгиевских кавалеров (штаб-квартиры находились в Петрограде) и созданный при Ставке в Могилёве Союз офицеров армии и флота.
19 июля 1917 года верховным главнокомандующим вместо генерала Алексея Алексеевича Брусилова Керенский по рекомендации своего заместителя и губернатора Петрограда Бориса Викторовича Савинкова назначил генерала от инфантерии Лавра Георгиевича Корнилова.
Генерал Корнилов со времени своего побега из австрийского плена в 1916 году стал чрезвычайно популярен в войсках, пользовался в военных кругах авторитетом, вокруг него начало смыкаться офицерство, казачество — вообще все круги, стоявшие в оппозиции к расширявшимся революционным процессам, которые они рассматривали как развал страны. Прежде всего это были правые круги, связанные с дворянством и крупными собственниками. После назначения Верховным главнокомандующим он естественным образом оказался главным и единственным кандидатом в диктаторы. Профессиональный военный Корнилов, безусловно воспитанный в духе патриотической жертвенности, как русский офицер, которому по уставу было запрещено заниматься и интересоваться политикой, видел разрешение кризиса и остановку фантастической, стремительной деградации общества и, самое главное — армии, ведущей тяжёлую войну — в наведении элементарной дисциплины в войсках и проведении более твёрдой политики. Во время своего назначения на пост Верховного главнокомандующего генерал Корнилов потребовал от правительства признания за ним ответственности «только перед собственной совестью и всем народом», устанавливая таким образом, по словам Деникина, некую «оригинальную схему суверенного военного командования». Заявление в основном касалось военной части, в частности — предоставление Главковерху полной автономии во всех военных вопросах — от решения оперативных задач до назначения и смещения командного состава. Требовал Корнилов и введения смертной казни не только на фронте, но и в тылу. Б. В. Савинков, в связи с новым назначением генерала, писал о Корнилове:

Отношение генерала Корнилова к вопросу о смертной казни… его ясное понимание причин Тарнопольского разгрома, его хладнокровие в самые трудные и тяжкие дни, его твердость в борьбе с «большевизмом», наконец, его примерное гражданское мужество поселили во мне чувство глубокого к нему уважения и укрепили уверенность, что именно генерал Корнилов призван реорганизовать нашу армию… …Я был счастлив этим назначением. Дело возрождения русской армии вручалось человеку, непреклонная воля которого и прямота действий служила залогом успеха…
.
А. Ф. Керенский в целом был согласен со многими взглядами Корнилова на положение в стране и пути выхода из него — оба считали, что монархия ушла в прошлое, стремились сохранить Россию великой державой и видели участие России в войне прежде всего как верность союзническим обязательствам страны и государства как члена Антанты. Министра-председателя подкупила лояльность генерала к правительству, его авторитет среди военных, демократизм убеждений; учитывая же тот факт, что в Петрограде только что было подавлено поддержанное большевиками вооружённое выступление части гарнизона, в тылу также требовалась «твердая власть». В то же время, введение военной диктатуры и разгон Совета делало лишним самого Керенского и ставило под угрозу его политическое выживание. Керенский, заметный представитель радикальной леволиберальной части русской интеллигенции, с юности привык с недоверием и подозрением относиться к военному сословию, так как оно являлось в царской России носителем традиций лояльности самодержавию. Этим объясняется его двусмысленное поведение, усиленное вскоре возникшей личной антипатией к Корнилову.
21 июля английский посол Бьюкенен передаёт слова, сказанные ему политически близким к Керенскому министром иностранных дел Михаилом Ивановичем Терещенко: «Остаётся только одно: введение военного положения во всей стране, использование военно-полевых судов против железнодорожников и принуждение крестьян к продаже зерна. Правительство должно признать генерала Корнилова; несколько членов правительства должно оставаться в ставке для постоянной связи с ним. На мой вопрос о том, разделяет ли его взгляды Керенский, Терещенко ответил утвердительно, но сказал, что у премьера связаны руки».
24 июля (6 августа) 1917 было создано второе коалиционное правительство, в состав которого вошли 7 представителей социалистических партий (эсеров и меньшевиков) против 4 кадетов, а возглавил правительство эсер Александр Фёдорович Керенский.
30 июля на совещании с участием министров путей сообщения и продовольствия генерал Корнилов высказывал следующие взгляды: 

Для окончания войны миром, достойным великой, свободной России, нам необходимо иметь три армии: армию в окопах, непосредственно ведущую бой, армию в тылу — в мастерских и заводах, изготовляющую для армии фронта всё ей необходимое и армию железнодорожную, подвозящую это к фронту
3 августа в Петрограде генерал Корнилов представил Керенскому записку, подготовленную для доклада Временному правительству. В записке говорилось о необходимости проведения следующих главных мероприятий:
- введение на всей территории России в отношении тыловых войск и населения юрисдикции военно-революционных судов, с применением смертной казни за ряд тягчайших преступлений, преимущественно военных;
- восстановление дисциплинарной власти военных начальников;
- введение в узкие рамки деятельности комитетов и установления их ответственности перед законом.

Однако Керенский, выразив предварительно своё принципиальное согласие с мерами, предлагавшимися Корниловым, уговорил генерала не представлять записки правительству непосредственно в этот день, мотивируя это пожелание желательностью завершения аналогичной работы военного министерства для взаимного согласования проектов. Однако уже на следующий день, 4 августа, копия записки генерала Корнилова оказалась в распоряжении газеты «Известия», начавшей печатание выдержек из корниловской записки, одновременно с чем началась и широкая кампания против Корнилова.
Важную роль в будущих событиях августа, связанных с именем генерала Корнилова, сыграло проведённое на квартире у московского городского комиссара, члена ЦК кадетской партии Н. М. Кишкина по инициативе М. В. Родзянко частное совещание членов партий кадетов и октябристов и бывших членов Комитета Государственной Думы П. Н. Милюкова, В. А. Маклакова, И. Шингарева, С. И. Шидловского, Н. В. Савича.
Накануне совещания с публичными обращениями поддержки Главковерху выступили также «Союз офицеров», «Союз Георгиевских кавалеров», «Союз казачьих войск», съезд несоциалистических организаций и другие. Финансовую поддержку движению оказывали крупнейшие русские капиталисты: Рябушинский, Морозовы, Третьяков, Путилов, Вышнеградский и другие. Представитель Ставки полковник Роженко сообщил о назревающем конфликте между Корниловым и Керенским, возможном выдвижении на Петроград кавалерийских частей «для ликвидации попытки большевистского переворота», разгоне Совета и Временного правительства и передачи власти Думе. Реальной угрозы большевистского выступления в тот момент не существовало (большевики были разгромлены и дискредитированы как «немецкие шпионы» после июльских дней), но корниловцы всячески муссировали утверждения о ней, чтобы иметь подходящий повод. По словам Виктора Михайловича Чернова, «искать помощников Корнилову не пришлось. Его вызывающее поведение стало сигналом для всей России. Представители Союза офицеров во главе с Новосильцевым явились сами и выразили желание работать ради спасения армии. Прибыли делегаты от Казачьего совета и Союза георгиевских кавалеров. Республиканский центр пообещал Корнилову поддержку влиятельных кругов и передал в его распоряжение военные силы петроградских организаций. Генерал Крымов прислал в комитет Союза офицеров гонца с поручением выяснить, правда ли, что „что-то затевается“ и сообщить, должен ли он принять 11-ю армию, предложенную ему Деникиным, или оставаться с 3-м корпусом, которому предстоит, как он выразился, „куда-то отправиться“. Его попросили остаться с 3-м корпусом».
На совещании 11 августа прозвучали доклады представителей «Союза офицеров» полковников Новосильцева и Пронина по «программе Корнилова», докладчики заявляли о необходимости «общественной поддержки» генерала. По воспоминаниям Савича, эти доклады производили впечатление «неожиданно-наивных и по-детски необдуманных». «Нам стало ясно, что всё, решительно всё в этой авантюре не продумано и не подготовлено, есть только болтовня и добрые намерения». Выступившие от партии кадетов Павел Николаевич Милюков и князь Григорий Николаевич Трубецкой говорили о важности и, в то же время, о невозможности военной диктатуры, если она не будет поддержана массами. В результате складывалось впечатление, что кадеты поддерживают Корнилова. Однако об ошибочности подобной уверенности говорил Новосильцеву Маклаков: «Я боюсь, что мы провоцируем Корнилова». Историк Василий Жанович Цветков констатирует, что все это вселяло в Корнилова уверенность в сочувствии ему не только генералитета и политиков, но также офицерства и солдат.

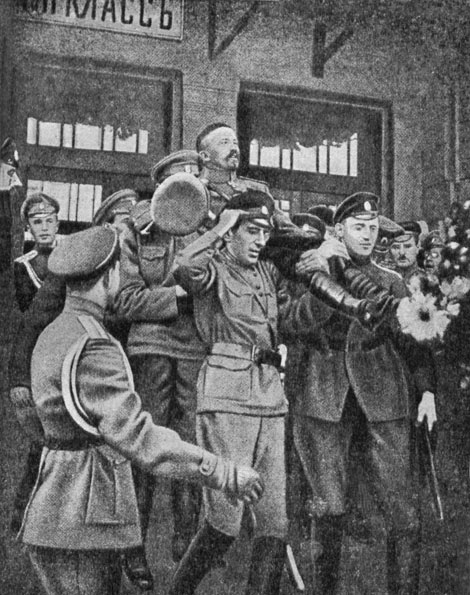
Офицеры несут Корнилова на плечах, июль 1917 г.

На Государственном совещании, проходившем в Москве 12-15 (25-28) августа, Корнилов ярко проявил свои политические претензии, вступив этим в конфликт с Керенским. Керенский, пытавшийся отстранить Корнилова от политической деятельности, с большой неохотой согласился на его участие в совещании, поставив условием, чтобы Корнилов говорил о чисто военных вопросах; тем не менее Корнилов произнес яркую политическую речь, произведшую большое впечатление и воспетую в одном из стихотворений Марины Цветаевой («Сын казака, казак… Так начиналась — Речь»). Хотя присутствовавшие на совещании солдаты демонстративно не встали при появлении Корнилова, публика встретила его речь восторженно, а при выходе Корнилова забросали цветами, а юнкера и текинцы несли его на плечах.

## «Корниловская программа» и политические взгляды генерала Корнилова
Вопреки утверждениям некоторых историков, генерал Корнилов никогда, ни до своего августовского выступления, ни во время него — ни официально, ни в частных беседах и разговорах не ставил определённой «политической программы». Он её не имел, как не имел (наряду с Керенским) прямых социальных и политических лозунгов. Документ, известный в истории под названием «Корниловская программа» стал результатом коллективного творчества Быховских узников — лиц, заключённых в Быховскую тюрьму вместе с генералом Корниловым по обвинению в поддержке его после неудачи Корниловского выступления. По словам генерала Деникина — соавтора этой программы, она нужна была как исправление «пробела прошлого» — необходимости объявления строго деловой программы по удержанию страны от окончательного развала и падения. Программа после составления была утверждена генералом Корниловым и появилась в печати без даты и под видом программы одного из прошлых его выступлений, ибо в условиях, в которых пребывали её авторы, было трудно, по словам генерала Деникина, опубликовать «Программу Быхова».
«Корниловская программа»:
- 1) Установление правительственной власти, совершенно независимой от всяких безответственных организаций — впредь до Учредительного собрания.
- 2) Установление на местах органов власти и суда, независимых от самочинных организаций.
- 3) Война в полном единении с союзниками до заключения скорейшего мира, обеспечивающего достояние и жизненные интересы России.
- 4) Создание боеспособной армии и организованного тыла — без политики, без вмешательства комитетов и комиссаров и с твердой дисциплиной.
- 5) Обеспечение жизнедеятельности страны и армии путём упорядочения транспорта и восстановления продуктивности работы фабрик и заводов; упорядочение продовольственного дела привлечением к нему кооперативов и торгового аппарата, регулируемых правительством.
- 6) Разрешение основных государственных, национальных и социальных вопросов откладывается до Учредительного Собрания[16].

В беседах с целым рядом лиц генералом Корниловым выдвигались различные формы «сильной власти», например, переформирование кабинета Керенского на национальных началах, смена главы правительства, введение Верховного главнокомандующего в состав правительства, совмещение должностей министра председателя и Верховного главнокомандующего, директория, единоличная диктатура. Сам генерал Корнилов склонялся к единоличной диктатуре, не ставя, однако, её при этом самоцелью и придавая огромное значение факту легитимности и законной преемственности власти.
Не вдаваясь в вопрос о том, какие меры необходимы для оздоровления рабочих и железнодорожных составляющих и предоставляя разобраться в этом специалистам, генерал тем не менее полагал, что «для правильной работы этих армий они должны быть подчинены той же железной дисциплине, которая устанавливается для армии фронта».
В отношении ключевого в тех обстоятельствах аграрного вопроса, Корнилов имел программу, разработанную для него профессором Яковлевым; она предполагала частичную национализацию земли с наделением, однако, не всех крестьян, а только солдат, вернувшихся с фронта, с рядом изъятий в пользу землевладельцев.
Убеждения и политические взгляды Корнилова расплывчаты, и их трудно конкретно охарактеризовать. Генерал Антон Деникин описывал их так: «Подобно преобладающей массе офицерства и командного состава, он был далек и чужд всякого партийного догматизма; по взглядам, убеждениям примыкал к широким слоям либеральной демократии; быть может, не углублял в своем сознании мотивов ее политических и социальных расхождений и не придавал большого значения тем из них, которые выходили за пределы профессиональных интересов армии». В условиях первых месяцев революции, когда деление происходило на республиканский и монархический лагеря, и когда сторонников монархии было крайне мало, Корнилов выступал против Романовых, и далее в период Гражданской войны, будучи одним из лидеров Белого движения, называл себя «республиканцем», но до свержения монархии он был ей лоялен, а до революции выражал неприязнь к «попыткам думских либералов расшатать власть». Как стороннику твёрдой власти, ему была ближе монархия, но революции он был обязан карьерным ростом. Как и многие другие офицеры, Корнилов считал, что как «солдат», он служит России, а не конкретному лицу, строю или политической конструкции. Такие консервативные взгляды были распространены в армии, и не только в российской, но и, например, в германской: армия мыслилась чем-то возвышающимся над политикой, и офицеры скептически относились к «политике», которую видели лишь чтением речей в парламенте или угрозой власти, в то время как исполнение приказов и защита царя от внешних и внутренних врагов (разгон демонстраций и стачек) не мыслились политическими актами, а служба была «вопросом веры».
По словам генерала Деникина, «политический облик генерала Корнилова для многих оставался неясным» и вокруг этого вопроса строились легенды, имевшие своим источником окружение Лавра Георгиевича, которое, в силу излишней терпимости и доверчивости плохо разбиравшегося в людях генерала, подобралось «мало-государственное или же вовсе беспринципное». В этом Деникин видел глубочайший трагизм деятельности генерала Корнилова.

## Поход на Петроград

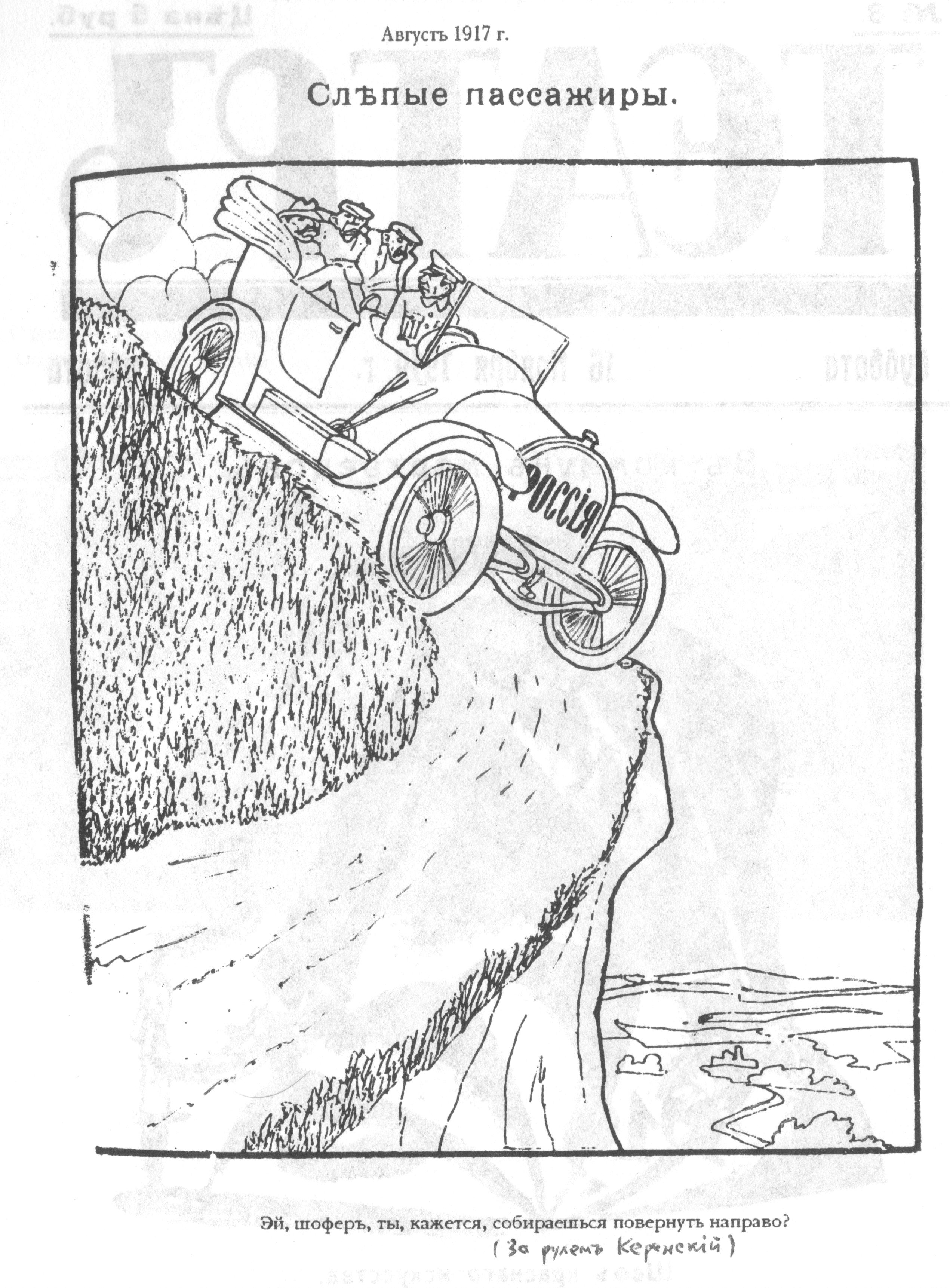
- Эй, шофёр [Керенский], ты, кажется, собираешься повернуть направо? Карикатура августа 1917 г.

Уже в дни Московского совещания начались угрожающие передвижения верных Корнилову частей: на Петроград из Финляндии двигался кавалерийский корпус генерал-майора Александра Николаевича Долгорукова, на Москву — 7-й Оренбургский казачий полк. Они были остановлены соответственно командующими Петроградского и Московского военных округов. Вслед за тем в районе Невеля, Новосокольников и Великих Лук были сконцентрированы наиболее надёжные с точки зрения Корнилова части: 3-й кавалерийский корпус и 3-я бригада «Дикой дивизии» — Ингушский и Черкесский полки под командованием весьма правого по политическим взглядам генерал-лейтенанта Александра Михайловича Крымова. Смысл этой концентрации, абсурдной с военной точки зрения, был прозрачен: создавался плацдарм для похода на Петроград. По воспоминаниям командира одного из полков князя Ухтомского, офицеры это отлично понимали: «Общее мнение склонялось к тому, что мы идём на Петроград… Мы знали, что скоро должен состояться государственный переворот, который покончит с властью Петроградского совета и объявит либо директорию, либо диктатуру с согласия Керенского и при его участии, которое в данных условиях было гарантией полного успеха переворота». Когда начальник штаба Корнилова генерал Лукомский, до сих пор не посвящённый в заговор, потребовал объяснений, Корнилов сообщил ему, что имеет целью защитить Временное правительство от нападения большевиков и Советов даже против воли самого правительства. Он «повесит германских агентов и шпионов во главе с Лениным» и разгонит Советы. Корнилов хотел доверить эту операцию Крымову, так как знал, что тот «не колеблясь, развесит на фонарях всех членов Совета рабочих и солдатских депутатов». Возможно, в последний момент он сумеет заключить соглашение с Временным правительством, но если согласия последнего добиться не удастся, ничего страшного не случится: «потом они сами скажут мне спасибо».
Объективно, Керенский мог сохранять власть, лишь лавируя между правыми и Советами, что и делал на протяжении всего корниловского заговора.
20 августа (2 сентября) 1917 Керенский по докладу Савинкова согласился на «объявление Петрограда и его окрестностей на военном положении и на прибытие в Петроград военного корпуса для реального осуществления этого положения, то есть для борьбы с большевиками».
Тем временем положение на фронте ухудшалось; 21 августа (3 сентября) 1917 германские войска взяли Ригу; заградительные отряды Корнилова не только не помогали, но и усиливали ожесточение солдат против офицеров. Прорыв немцев под Ригой, с одной стороны, создавал реальную угрозу Петрограду, а с другой — давал повод воспользоваться этой угрозой для «наведения порядка». Произошедшее в связи с этим перебазирование Ставки на территорию Петроградского военного округа также создавало двусмысленную и тревожную для Керенского ситуацию. Керенский, чьи отношения с Корниловым после Московского совещания обострились, теперь решил вступить с ним в союз. Соглашение было выработано благодаря Савинкову; Керенский давал Корнилову значительную власть, надеясь, что он очистит своё окружение в Ставке от слишком открытых и воинственных реакционеров. Временное правительство утвердило решение о выделении Петроградского военного округа в прямое подчинение Ставки. Предполагалось, что как военная, так и гражданская власть в округе будет принадлежать Корнилову, однако сам Петроград останется в ведении правительства; 3-й Кавалерийский корпус, как особо надёжный, будет передан Керенскому, однако не под командованием Крымова, а другого, более либерального и лояльного правительству командира. Из надёжных частей предполагалось сформировать Особую армию в непосредственном распоряжении правительства. Савинков при этом назначался генерал-губернатором Петрограда — таким образом, де-факто судьба страны оказывалась в руках триумвирата Керенский — Корнилов — Савинков.
22 августа (4 сентября) 1917 депутат Государственной думы и бывший член Временного правительства В. Н. Львов, пользовавшийся репутацией человека недалёкого, наивного и легкомысленного, попытался выступить в качестве посредника между Керенским и Ставкой. Он заявил Керенскому, что Советы медленно, но верно переходят в руки большевиков и больше не станут помогать Керенскому; одновременно «озлобление против Советов нарастает… оно уже прорывается наружу и закончится бойней». Угрожая Керенскому личной гибелью в этой «бойне» в случае, если он не «порвёт с Советами», Львов от имени прокорниловских сил предложил ему сформировать правое правительство и в конце концов, по словам Львова, добился даже слов о согласии сложить власть. До Ставки это решение было доведено 24 августа (6 сентября) 1917. После этого Львов направился в Ставку, чтобы обсудить с Корниловым условия последнего Керенскому.
24 августа (6 сентября) 1917 Львов имел разговор с Корниловым, в котором Корнилов сформулировал идею введения военного положения в Петрограде, сосредоточения власти Верховного главнокомандующего и министра-председателя в одних руках («конечно, всё это до Учредительного Собрания»), заявляя о готовности передать Керенскому портфель министра юстиции, а Савинкову — военного министра. Он также просил Львова «предупредить Керенского и Савинкова, что я за их жизнь нигде не ручаюсь, а потому пусть они приедут в Ставку, где я их личную безопасность возьму под свою охрану».
25 августа (7 сентября) 1917 подали в отставку министры-кадеты — это было частью заранее задуманного корниловцами плана. Одновременно подал в отставку министр-эсер Чернов, который, наоборот, не желал принимать участие в прокорниловской интриге. После этого Корнилов, с одной стороны, издал распоряжение командующему 1-м кубанской казачьей дивизией П. Н. Краснову принять командование 3-м конным корпусом, а с другой — выдвинул 3-й корпус (пока ещё под командованием Крымова) и Дикую дивизию, а также кавалерийский корпус Долгорукова на Петроград. Таким образом, движение корниловских войск на Петроград началось абсолютно легально. Корнилов формально поставил перед Крымовым задачу:

Генерал Лавр Георгиевич Корнилов и Борис Викторович Савинков

1) «В случае получения от меня или непосредственно на месте сведений о начале выступления большевиков, немедленно двигаться с корпусом на Петроград, занять город, обезоружить части петроградского гарнизона, которые примкнут к движению большевиков, обезоружить население Петрограда и разогнать советы
2) По окончании исполнения этой задачи генерал Крымов должен был выделить одну бригаду с артиллерией в Ораниенбаум и по прибытии туда потребовать от Кронштадтского гарнизона разоружения крепости и перехода на материк».
Чтобы получить повод для ввода войск в Петроград и переворота, предполагалось организовать 27 августа (9 сентября) 1917 провокационную псевдобольшевистскую демонстрацию, причём задача эта была возложена на председателя Совета Союза казачьих частей генерала Александра Ильича Дутова.
25—26 августа (7—8 сентября) в Ставке царило ощущение, что переворот развивается безо всяких препятствий — даже чересчур, подозрительно гладко. Обсуждались варианты устройства власти. Выдвигался проект Директории в составе Корнилова, Савинкова и Максимилиана Максимилиановича Филоненко (эсер, помощник и доверенное лицо Савинкова). Был также выдвинут проект директории Керенский — Корнилов — Савинков. Другой проект предполагал создание коалиционного правительства т. н. «Совета народной обороны». В него предполагалось ввести адмирала Александра Васильевича Колчака (управляющий морским министерством), Георгия Валентиновича Плеханова (министр труда), Алексея Ивановича Путилова (министр финансов), Сергея Николаевича Третьякова (министр торговли и промышленности), Ираклия Георгиевича Церетели (министр почт и телеграфов), а также Савинкова (военный министр) и Филоненко (министр иностранных дел). Предполагалось даже введение в кабинет «бабушки русской революции» Екатерины Константиновны Брешко-Брешковской. Председателем «Совета» должен был стать Корнилов, его заместителем — Керенский. Одновременно, уже без согласования с правительством, в Ставке был заготовлен проект приказа о введении в Петрограде осадного положения (комендантский час, цензура, запрет митингов и демонстраций, разоружение частей гарнизона, оказывающих сопротивление, военно-полевые суды). В то же время Союз офицеров с ведома Корнилова предполагал силами мобильных офицерско-юнкерских отрядов провести ликвидацию Совета и арест большевиков в Петрограде, поставив таким образом Керенского перед фактом.

## Объявление Корнилова мятежником
26 августа (8 сентября) 1917 Владимир Николаевич Львов встретился с Керенским и передал ему условия Корнилова. При этом он пересказал также настроения, господствовавшие в Ставке — резко негативные в отношении Керенского и пересказал в такой форме, что это можно было принять за слова самого Корнилова. В результате у Керенского, колебавшегося, боявшегося Корнилова и находившегося в возбуждённом и нервозном состоянии, возникло впечатление, что Корнилов ультимативно требует от него сложить власть и явиться в Ставку, где готовит его убийство. С этого момента действия Керенского направлены на то, чтобы «доказать немедленно формальную связь между Львовым и Корниловым настолько ясно, чтобы Временное правительство было в состоянии принять решительные меры в тот же вечер». Керенский предложил Львову записать требования Корнилова на бумаге, после чего последним была составлена следующая записка:

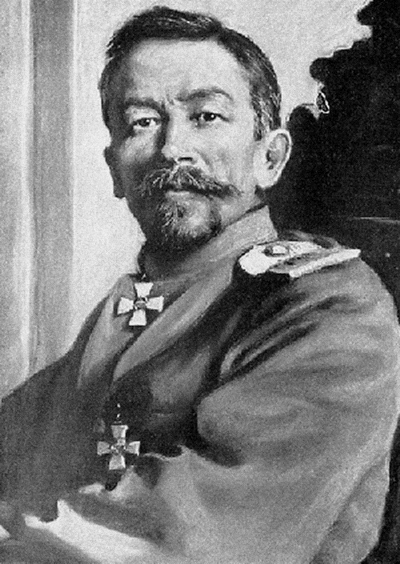
Л. Г. Корнилов — Верховный главнокомандующий

Генерал Корнилов предлагает:
1) Объявить г. Петроград на военном положении.
2) Передать всю власть — военную и гражданскую — в руки Верховного главнокомандующего.
3) Отставка всех министров, не исключая и министра-председателя и передача временного управления министерств товарищам министров вплоть до образования кабинета Верховным главнокомандующим.

Львов впоследствии уверял, что высказанное им было не ультиматумом, а «разными пожеланиями в смысле усиления власти».
Затем последовали переговоры по прямому проводу между Керенским и его приближённым Василием Васильевичем Вырубовым с одной стороны и Корниловым с другой, причём Керенский, стремившийся заручиться новыми доказательствами мятежа, вступил в переговоры от лица отсутствующего Львова:

Керенский: Здравствуйте, генерал. У телефона Владимир Николаевич Львов и Керенский. Просим подтвердить, что Керенский может действовать согласно сведениям, переданным Владимиром Николаевичем.

Корнилов: Здравствуйте, Александр Фёдорович, здравствуйте, Владимир Николаевич. Вновь подтверждая тот очерк положения, в котором мне представляется страна и армия, очерк, сделанный мною Владимиру Николаевичу с просьбой доложить Вам, я вновь заявляю, что события последних дней и вновь намечающиеся повелительно требуют вполне определённого решения в самый короткий срок.

Керенский: Я — Владимир Николаевич — Вас спрашиваю: то определённое решение, о котором Вы просили меня известить Александра Фёдоровича, нужно исполнить только совершенно лично? Без этого подтверждения лично от Вас Александр Фёдорович колеблется мне вполне доверять.

Корнилов: Да, подтверждаю, что я просил Вас передать Александру Фёдоровичу мою настойчивую просьбу приехать в Могилёв.

Керенский: Я — Александр Фёдорович — понимаю Ваш ответ как подтверждение слов, переданных мне Владимиром Николаевичем. Сегодня это сделать и выехать нельзя. Надеюсь выехать завтра. Нужен ли Савинков?

Корнилов: Настоятельно прошу, чтобы Борис Викторович приехал вместе с Вами. Сказанное мною Владимиру Николаевичу в одинаковой степени относится и к Борису Викторовичу. Очень прошу не откладывать Вашего выезда позже завтрашнего дня. Прошу верить, что только сознание ответственности момента заставляет меня так настойчиво просить Вас.

Керенский: Приезжать ли только в случае выступлений, о которых идут слухи, или во всяком случае?

Корнилов: Во всяком случае.

Ответы Корнилова выглядели как подтверждение всех обвинений Керенского, хотя по сути таковыми не являлись, так как вопросы Керенского были заданы в общей форме. Впоследствии Корнилов и его сторонники расценили эти действия Керенского как провокацию. Фактически, по версии Корнилова, он лишь подтверждал приглашение Керенского в Могилёв для переговоров, но никак не расписывался в предъявлении ультиматума. По мнению А. И. Деникина, Керенский больше всего боялся, что «ответ Корнилова по самому существенному вопросу — о характере его предложений» — опровергнет его толкование «ультиматума» и потому сознательно облёк существо вопроса в «умышленно тёмные формы». Вслед за тем Керенский спрятал в своём кабинете за занавеской начальника милиции Булавинского; в присутствии этого свидетеля Львов в новом разговоре подтвердил содержание записки. По воспоминаниям Булавинского, на вопрос, «каковы были причины и мотивы, которые заставили генерала Корнилова требовать, чтобы Керенский и Савинков приехали в Ставку», он не дал ответа. После этого Львов был арестован.
Вечером 26 августа (8 сентября) 1917 на заседании правительства Керенский квалифицировал действия Верховного главнокомандующего как «мятеж». Однако правительство не приняло сторону Керенского. Во время произошедшего бурного совещания Керенский требовал себе «диктаторских полномочий» для подавления «мятежа», однако другие министры выступали против этого и настаивали на мирном урегулировании. 

Александр Фёдорович несколько раз хлопал дверью, угрожал, что раз министры его не поддерживают, то он «уйдёт к Советам»— Керенский, А. Ф. Россия на историческом повороте.
В результате была спешно составлена телеграмма, посланная в Ставку за подписью Керенского, в которой Корнилову было предложено сдать должность генералу Александру Сергеевичу Лукомскому и немедленно выехать в столицу.
Эта полученная в Ставке ночью с 26 на 27 августа (с 8 на 9 сентября) 1917 и совершенно неожиданная для Корнилова телеграмма без номера, подписанная просто «Керенский», сначала была принята за фальшивку. Корнилов только что отправил Керенскому телеграмму с сообщением, что корпус Крымова будет в Петрограде 28-го и просьбой ввести военное положение 29-го.
В соответствии с разработанным заранее планом, на 27 августа (9 сентября) 1917 в Петрограде заговорщиками была назначена провокационная псевдо-большевистская демонстрация, которая должна была дать повод для ввода в Петроград войск Крымова, разгона Совета и объявления столицы на военном положении. Демонстрацию должен был организовать председатель Совета Союза казачьих частей атаман Дутов, однако справиться с этой задачей он не смог: за ним никто не пошёл. Однако от Керенского не укрылись отступления от согласованного плана, обсуждаемые в Ставке ночью с 25 на 26 августа (7-8 сентября) и вызывавшие у него тревогу и недоверие.
27 августа (9 сентября) в газетах было опубликовано заявление Керенского, начинавшееся словами: «26 августа генерал Корнилов прислал ко мне члена Государственной Думы В. Н. Львова с требованием передачи Временным правительством всей полноты военной и гражданской власти, с тем, что им по личному усмотрению будет составлено новое правительство для управления страной…» Корнилов пришёл в ярость. Ответом Корнилова на заявления Керенского было формальное объявление войны Временному правительству. Генерал Корнилов распространил обращение, в котором заявлял о сговоре правительства, большевиков и Германии: «Телеграмма министра-председателя за № 4163 во всей своей первой части является сплошной ложью: не я послал члена Государственной думы В. Львова к Временному правительству, а он приехал ко мне, как посланец министра-председателя. Тому свидетель член Государственной Думы Алексей Аладьин. Таким образом, свершилась великая провокация, которая ставит на карту судьбу Отечества.» На требование остановить движение Крымова на Петроград (отправленного туда ранее по решению Временного Правительства и самого Керенского) генерал Корнилов решил отказать Керенскому в выполнении его требования и телеграфировал: «остановить начавшееся с Вашего же одобрения дело невозможно». Корнилов категорически отказался сдать должность главнокомандующего, а генерал Лукомский — принять её. Между тем корпус генерала Крымова продолжал движение на Петроград. Керенский, триумвират Савинкова, Авксентьева и Скобелева, петроградская дума с А. А. Исаевым и Шрейдером во главе и советы лихорадочно начали принимать меры к приостановке движения войск Крымова…. Отказался остановить эшелоны и принять должность главнокомандующего и командующий Северным фронтом генерал Владислав Наполеонович Клембовский. Из пяти командующих фронтами он был одним из двух, открыто поддержавших Корнилова; вторым был командующий Юго-Западным фронтом А. И. Деникин, заявивший о своей поддержке Корнилова сразу же при получении телеграммы Керенского об отставке последнего. Керенский принял командование на себя и вызвал в Петроград Алексеева, чтобы назначить его главнокомандующим. Он также такой приказ выполнять отказывался.

## Провал выступления Корнилова
28 августа (10 сентября) 1917 Керенский издал указ Правительствующему Сенату об отчислении от должностей и предании суду «за мятеж» генерала Корнилова и его старших сподвижников, формально объявляющий Корнилова мятежником и изменником. Известна реакция Николая II на сообщения газет об «измене Корнилова» в связи с началом «мятежа»: Николай Александрович сильно возмутился и «с горечью сказал: „Это Корнилов-то изменник?“». Со своей стороны, Корнилов заявил, что принимает на себя всю полноту власти. Принимая на себя всю полноту власти, генерал Корнилов обещал «спасти Великую Россию» и «довести народ путём победы до созыва Учредительного Собрания»:

Русские люди! Великая родина наша умирает. Близок час её кончины. Вынужденный выступить открыто, я, генерал Корнилов, заявляю, что Временное правительство, под давлением большевистского большинства советов, действует в полном согласии с планами германского генерального штаба и одновременно с предстоящей высадкой вражеских сил на рижском побережье убивает армию и потрясает страну изнутри. Я, генерал Корнилов, сын казака-крестьянина, заявляю всем и каждому, что мне лично ничего не надо, кроме сохранения Великой России и клянусь довести народ — путём победы над врагом — до Учредительного Собрания, на котором он сам решит свою судьбу и выберет уклад новой государственной жизни и произведя давление на Временное правительство, заставить его: 

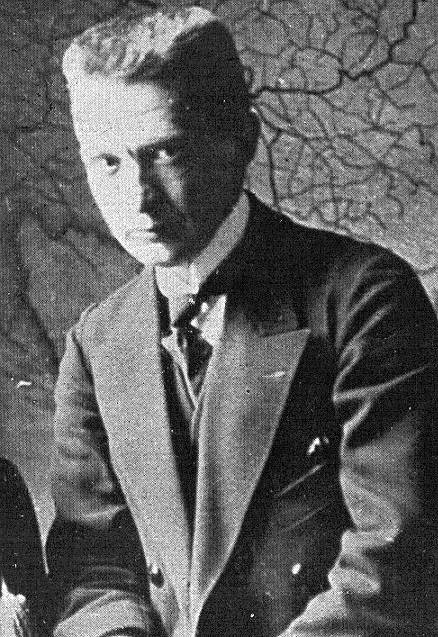
А. Ф. Керенский в рабочем кабинете

1. исключить из своего состава тех министров, которые по имеющимся у меня сведениям являются явными предателями Родины; 

2. перестроиться так, чтобы стране была гарантирована сильная и твердая власть.
Предать же Россию в руки её исконного врага — германскаго племени — и сделать русский народ рабами немцев я не в силах. И предпочитаю умереть на поле чести и брани, чтобы не видеть позора и срама русской земли. Русский народ, в твоих руках жизнь твоей Родины!

…воспользовавшись для этого все тем же уже движущимся по указанию Керенского на Петроград конным корпусом и дал его командиру генералу Александру Михайловичу Крымову соответствующее указание. В тот же день Корнилов распространил ещё одно обращение, где называл взрывы в Казани спланированной большевиками совместно в германской разведкой акцией, призывал не подчиняться распоряжениям правительства. Выступление генерала Корнилова поддержали Союз офицеров, петроградские офицерские организации; «вторая шашка Империи» генерал Алексей Максимович Каледин присоединился к восставшим. Командующие четырьмя фронтами объявили о своей солидарности с Верховным главнокомандующим. В тот же день войска Крымова заняли Лугу, разоружив местный гарнизон. У станции Антропшино Корниловская Туземная дивизия вступила в перестрелку с солдатами Петроградского гарнизона. В условиях угрозы власти правительства Керенский ищет возможности для переговоров, но его отговаривают ехать в Ставку из-за опасности расправы — ходят слухи, что Керенскому в войсках вынесен смертный приговор. Помощь в подавлении выступления правительству предложили Советы. Временное правительство было вынуждено прибегнуть к услугам большевистских агитаторов для контакта с восставшими частями и раздать оружие петроградским рабочим, начавшим формировать отряды собственного ополчения — Красной гвардии. Аресту подвергаются также выразившие солидарность Корниловскому выступлению главнокомандующий Юго-Западным фронтом генерал Антон Иванович Деникин, генерал Сергей Леонидович Марков, генерал Иван Георгиевич Эрдели и ряд других (подробнее об этом см. статью Быховское сидение). 
29 августа (11 сентября) 1917 продвижение войск корниловцев было остановлено на участке Вырица-Павловск, где противники Корнилова разобрали железнодорожное полотно. Благодаря агитаторам, посланным для контактов с восставшими частями, удалось добиться того, что последние сложили оружие. Крымов, оставив 3-й конный корпус в окрестностях Луги под командованием Краснова (так Краснов наконец-то вступил в командование корпусом, переданным ему Корниловым ещё 25 августа (7 сентября), направился в Петроград по приглашению Керенского, которое было передано через приятеля генерала — полковника Самарина, занимавшего должность помощника начальника кабинета Керенского. По воспоминаниям генерала Александра Сергеевича Лукомского, Крымов через адъютанта передал Корнилову записку. Корнилов записку получил, но с её содержанием никого не ознакомил. Подробности разговора между Крымовым и Керенским до нас не дошли. 

Крымов оказался обманутым. Уйдя от Керенского, выстрелом из револьвера он смертельно ранил себя в грудь. Через несколько часов в Николаевском военном госпитале под площадную брань и издевательства революционной демократии в лице госпитальных фельдшеров и прислуги, срывавшей с раненого повязки, Крымов, приходивший изредка в сознание, умер.

Братание Туземной дивизии с правительственными войсками

Застава войск Временного правительства и большевиков на подступах к Петрограду

Вдова покойного генерала Крымова получила от Керенского разрешение исключительно на похороны ночью и при условии присутствия не более 9 человек, включая духовенство. Генерал Корнилов отказался от предложений покинуть Ставку и «бежать». Не желая кровопролития, в ответ на уверения в верности от преданных ему частей из уст полковника Генерального штаба Митрофана Осиповича Неженцева: «Скажите одно слово — и все корниловские офицеры отдадут за вас без колебания свою жизнь…» генерал ответил: «Передайте Корниловскому полку, что я приказываю ему соблюдать полное спокойствие, я не хочу, чтобы пролилась хоть одна капля братской крови.

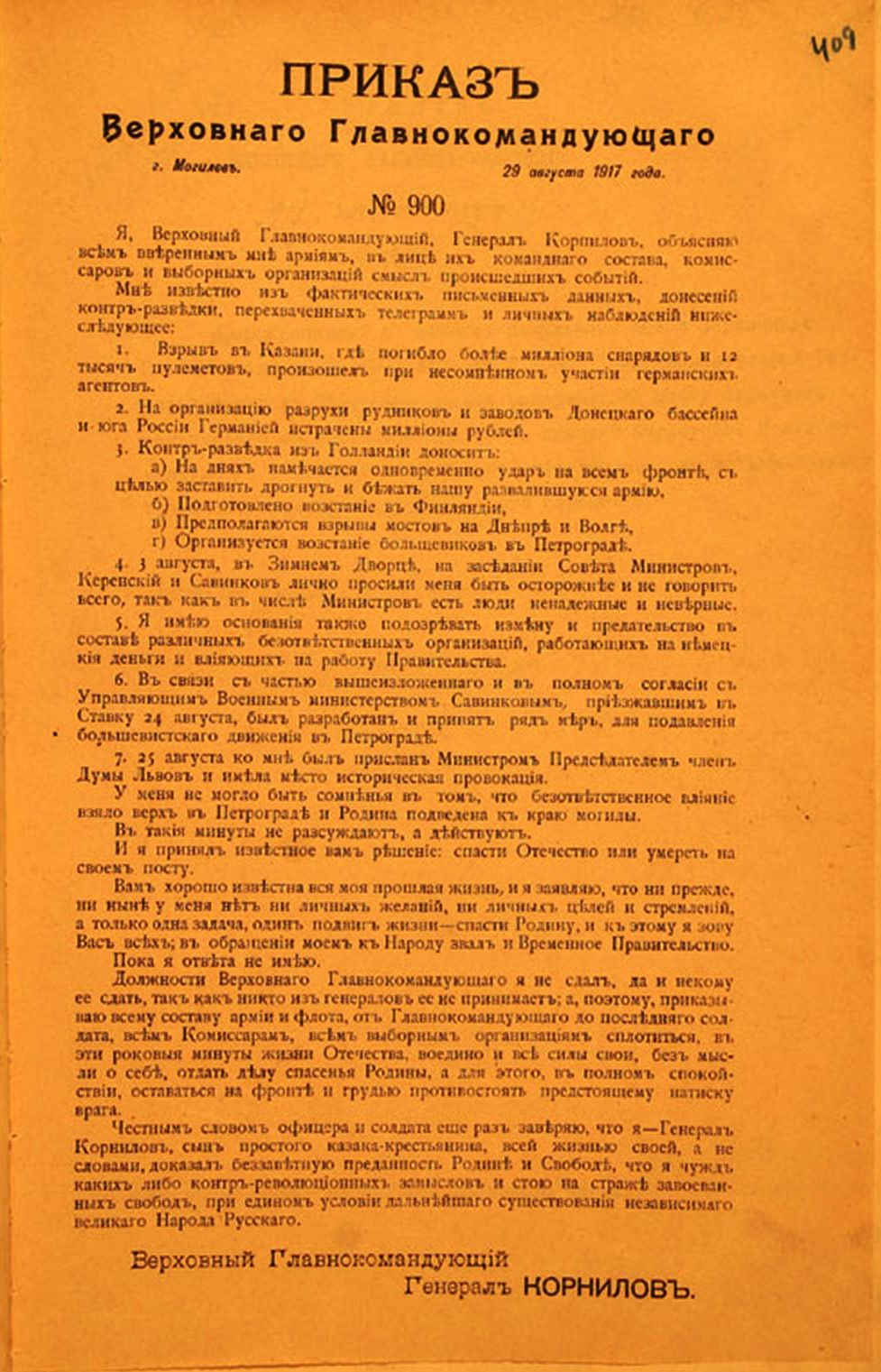
Приказ Верховного главнокомандующего генерала от инфантерии Л. Г. Корнилова с объяснением смысла происходящих событий («Корниловское выступление»). 29 августа 1917 г.

Начальник Генерального штаба генерал от инфантерии Михаил Васильевич Алексеев «…ради спасения жизни корниловцев решился принять на свою седую голову бесчестие — стать начальником штаба у „главковерха“ Керенского». Он соглашается произвести арест генерала Корнилова и его сподвижников (генералов Ивана Павловича Романовского, Александра Сергеевича Лукомского и ряда старших офицеров) в Ставке, что и делает 1 (14) сентября 1917. Корниловцам, взятым под следствие и помещённым в городе Быхове в переоборудованном здании монастыря под тюрьму, генерал Алексеев постарался обеспечить максимальную безопасность. Тем не менее, этот эпизод оказался недопонятым генералом Корниловым и впоследствии уже на Дону весьма негативно сказался на отношениях двух генералов-руководителей молодой Добровольческой Армии. Генерала Корнилова, без сомнения, также должна была ранее огорчать чрезвычайная осторожность генерала Алексеева в плане поддержки Выступления, сочувствовавшего желанию генерала Корнилова навести порядок в армии и стране, однако публично не соглашавшегося ни по одному пункту по причине отсутствия веры в успех рискованного мероприятия.
4 (17) сентября 1917 полковник Самарин за отличие по службе (встреча Керенского с Крымовым) был произведён в генерал-майоры и назначен командующим войсками Иркутского военного округа. Лев Давидович Троцкий вместе с другими большевиками, арестованными после июльского выступления, освобождён из тюрьмы «Кресты».
8(21) сентября генерал Алексеев уходит в отставку с поста начальника штаба при Верховном главнокомандующем — Керенском; об этом кратком, всего несколько дней, периоде своей жизни генерал говорил впоследствии всегда с глубоким волнением и скорбью. Своё отношение к корниловцам Михаил Васильевич выразил в письме редактору «Нового времени» Борису Алексеевичу Суворину таким образом: 

Россия не имеет права допустить готовящегося в скором времени преступления в отношении её лучших, доблестных сынов и искусных генералов. Корнилов не покушался на государственный строй; он стремился, при содействии некоторых членов правительства, изменить состав последнего, подобрать людей честных, деятельных и энергичных. Это не измена родине, не мятеж…
20 сентября (3 октября) 1917 Л. Д. Троцкий стал председателем Петроградского совета и в этом качестве 11(24) октября сформировал Военно-революционный комитет.

## Итоги

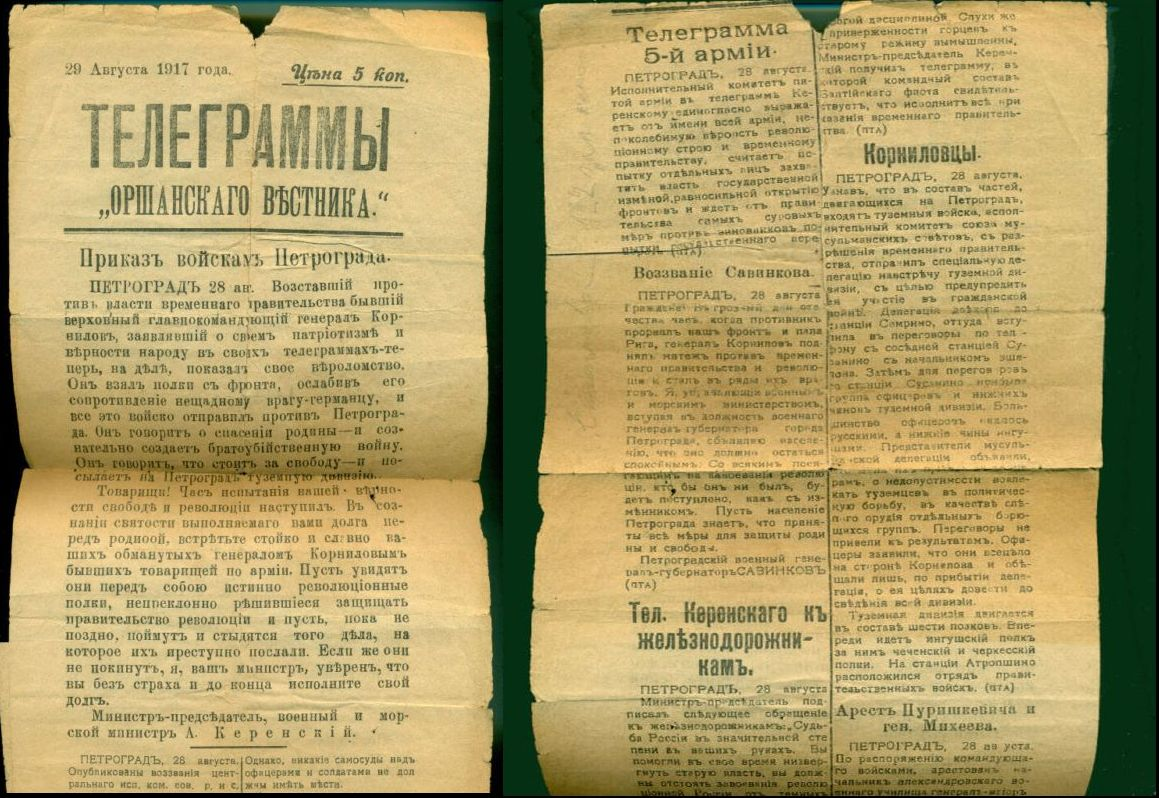
Описание событий в газетах того времени

Провал Корниловского выступления имел отдалённым последствием именно то, чего стремились избежать и Корнилов, и Керенский — приход к власти большевиков. Правый политический фланг был разгромлен организационно и дискредитирован морально — для Керенского это означало, в частности, то, что он более не может проводить прежнюю политику лавирования и гораздо более зависит от поддержки Советов. Но сами Советы все более и более переходили в руки большевиков, которые благодаря активной организации сопротивления Корнилову не только полностью оправились и реабилитировали себя в глазах масс после июльской катастрофы, но и перешли в активное наступление. В этом отношении характерна судьба Л. Д. Троцкого. Правительство Керенского, лишённое поддержки справа, не могло ничего противопоставить большевикам и было способно вести лишь соглашательскую политику. В воспоминаниях Л. Д. Троцкий отмечал стремительную радикализацию советских кругов уже в ходе подавления корниловского выступления:

После корниловских дней открылась для советов новая глава. Хотя у соглашателей все ещё оставалось немало гнилых местечек, особенно в гарнизоне, но Петроградский Совет обнаружил столь резкий большевистский крен, что удивил оба лагеря: и правый и левый. В ночь на 1 сентября, под председательством все того же Чхеидзе, Совет проголосовал за власть рабочих и крестьян. Рядовые члены соглашательских фракций почти сплошь поддержали резолюцию большевиков…
Историк русской революции Сергей Петрович Мельгунов отмечал повсеместное развитие большевистских ячеек после неудачи августовского выступления и что меры, пусть и вынужденные, что были предприняты правительством Керенского для ликвидации корниловского движения, нанесли смертельный удар идее коалиционного правительства и развязали руки «безответственным демагогам» из лагеря большевиков, призванных Керенским для борьбы против Корнилова. Питер Кенез, современный американский историк-исследователь Гражданской войны в России, солидаризируется с выводами Мельгунова о сильном ударе по идее коалиции, отмечая полный разрыв между и так не доверявшими друг другу антибольшевистскими социалистами и русским офицерством и что главной причиной победы красных в Гражданской войне стала именно недостаточная сплочённость в лагере их оппонентов.
Если большевики и Советы в августовские дни выступили в глазах масс как спасители революционной демократии, то Временное правительство и лично Керенский серьёзно дискредитировали себя, продемонстрировав, в лучшем случае, беспомощность, в худшем — готовность к сговору с «контрреволюцией». Кадеты, явно замешанные в корниловском движении, были политически полностью дискредитированы, и требование вывода их из правительства стало в сентябре — октябре одним из основных требований советских кругов. Сам Керенский дал все основания большевистской пропаганде называть себя (устами Ленина) «корниловцем, рассорившимся с Корниловым случайно и продолжающим быть в интимнейшем союзе с другими корниловцами».
При этом в августовские дни большевикам была предоставлена возможность совершенно легально вооружаться и создавать боевые структуры, которой они и воспользовались затем для подготовки переворота. По свидетельству Урицкого, в руки петроградского пролетариата попало до 40 тысяч винтовок. В эти дни в рабочих районах началось также усиленное формирование отрядов Красной гвардии, о разоружении которой после ликвидации Корниловского выступления не могло идти и речи. Это оружие и было использовано большевиками против Временного правительства менее чем через 2 месяца — в октябре 1917 года.
В отношении способности отразить вооружённое восстание ситуация усугублялась проявившимся стремлением Керенского после августа 1917 года иметь на посту командующего войсками личность как можно менее яркую.
Генерал Иван Павлович Романовский — один из быховских узников — говорил впоследствии: «Могут расстрелять Корнилова, отправить на каторгу его соучастников, но „корниловщина“ в России не погибнет, так как „корниловщина“ — это любовь к Родине, желание спасти Россию, а эти высокие побуждения не забросать никакой грязью, не втоптать никаким ненавистникам России».
В 1937 году, 20 лет спустя описываемых событий, другой участник событий — Иван Лукьянович Солоневич писал в «Голосе России», что результатом провала заговора генерала Корнилова стала власть Сталина над Россией, а также следующим образом характеризовал противостояние между Керенским и Корниловым: 

Ген. Л. Г. Корнилова можно обвинять только в одном: в том, что заговор его не удался. Но генералу Л. Корнилову удалось нечто иное: 

Он не делал изысканных жестов и не произносил патетических речей. Он также не бежал в бабьей юбке и не оставлял на произвол судьбы людей, которые ему верили. Он пошёл до конца. И конец этот он нашёл в бою.— Иван Солоневич. Заговор Корнилова // Голос России : газета. — № 38. — 16 марта 1937.

## Версии
Существует версия, что генерал Корнилов незадолго до этого выступивший на Московском государственном совещании с требованием «сильной руки» заранее согласовал вооружённое выступление с главой Временного правительства Керенским, который в ходе продвижения казаков Крымова на Петроград, под давлением Петроградского Совета, сменил свою первоначальную позицию и признал, 27 августа, генерала Корнилова мятежником. По этой версии Корнилов, с ведома А. Ф. Керенского, отправил на Петроград 3-й кавалерийский корпус под командованием генерала Крымова. Таким образом, под предлогом введения «надёжных войск» для нейтрализации большевиков Корнилов получал возможность сместить Временное правительство и стать военным диктатором. 

По другой версии — Корнилов неправильно понял Керенского.
Мятеж также мог быть провокацией Савинкова (который дал согласие на введение войск) или Львова, служившего парламентёром между главнокомандующим и председателем правительства.
Л. Д. Троцкий в своей «Истории русской революции» пишет, что мятеж Корнилова был согласован с Керенским и имел целью установление диктатуры последнего, но Корнилов изменил договоренностям и попытался добиться диктатуры для себя.